# ОШ „Мирослав Антић” Оџаци
ОШ „Мирослав Антић” Оџаци једна је од основних школа у Оџацима. Налази се у улици Школсла 23 у месту Оџаци.

## Историјат
Основна школа "Мирослав Антић" у Оџацима је основана 1986. године. Пре тога школа је рардила под именом "Борис Кидрич".
Школа располаже са 6 учионица за ниже разреде, 11 кабинета, информатичким кабинетом, једном специјализованом учионицом, библиотеком, кухињом. За ученике је организован продужени и целодневни боравак. Од страних језика, у школи се уче енглески и руски језик.

## Зграда школе
Настава се у школи изводи у два објекта. Најстарији део саграђен је 1899. године, који је увек био у функцији едукације младих, тако да је школа у општини Оџаци, препознатљива и као "стара школа". Поред зграде школе, школа користи и други објекат за потребе наставе физичког васпитања. Настава физилког васпитања се изводи и у хали спортског центра Оџаци, која је у непосредној близини школе.